# ミラード・フィルモア
ミラード・フィルモア（Millard Fillmore、漢字:美辣達・斐謨, 1800年1月7日 - 1874年3月8日）は、アメリカ合衆国の政治家、弁護士で、第12代副大統領及び第13代大統領。大統領の死に際して副大統領から昇格した2人目の大統領で、ザカリー・テイラーがコレラで死去した後の大統領職を継いだ。フィルモアは米墨戦争の間に併合された領土に奴隷制度を導入しないという提案に反対し（南部諸州を宥めるため）、1850年協定を支持し、同協定に署名した。その中には逃亡奴隷法（ブラッドハウンド法）も含まれた。インディアンに対しては徹底排除の方針を採り、1851年には「第一次ララミー砦条約」を締結させ、ミズーリ川以西の多数のインディアン部族からその領土を奪った。
外交政策においては日本との貿易を進め、ハワイを併合しようとするナポレオン3世と衝突、フランスやイギリスと共にキューバに侵入しようとしたナルシソ・ロペスの動きに対抗した。大統領職後はノーナッシング・ムーブメントに加わり、南北戦争の間にはリンカーン大統領に反対、レコンストラクションの期間にはジョンソン大統領を支持した。
フィルモアはバッファロー大学の共同設立者であり、バッファロー・エリー郡歴史協会の設立に尽力した。
日本史においては、アメリカ合衆国海軍のマシュー・ペリーを日本に派遣した大統領として知られている。江戸幕府は正式にこれを受理し、国際的に検討を必要としたため、日本は開国を迫られ、1854年の開国に繋がる要因になった（黒船来航を参照）。
2025年現在、二大政党である民主党・共和党以外の政党出身の最後の大統領である。

## 生い立ち
フィルモアはカユーガ郡モラヴィアの丸太小屋で、ナサニエル・フィルモアとフィービー・ミラードの間に9人兄弟の2番目、長男として生まれた。一家は農家で極貧だったため、正規の教育を受けることができず、青年期になるまでまともな読み書きができなかったと言われている。彼はその後バッファロー南方のイーストオーロラに移り住む。フィルモアは後年ユニテリアン主義となったものの 、父方の祖先はスコットランドの長老派教会を信仰し、母方はイギリスの非国教徒であった。父親はフィルモアが14歳のときに、スパータの布メーカーに取引を学ばせるため彼を徒弟にやった。彼は4か月でその奉公先を離れたが、ニューホープで同様のメーカーに徒弟として入った。フィルモアは辺境地に住んでいたため正規の教育を受けられなかったが、1819年に6か月間、ニューホープ・アカデミーで学んだ。その年の後半に彼はモントビルのウォルター・ウッド判事の下で事務員として働き始める。彼はそこで法律を学んだ。
フィルモアはニューホープ・アカデミーで出会ったアビゲイル・パワーズと恋に落ち、1826年2月5日に結婚した"。夫妻の間には2人の子供、ミラード・パワーズ・フィルモアとメアリー・アビゲイル・フィルモアがいた。フィルモアはウッドの元を去ってバッファローに移り住み、アサ・ライスとジョゼフ・クラリーの法律事務所で法律の勉強を続けた。1823年に法曹界入りし、イーストオーロラで法律業務を始める。1825年には新居を建築する。1834年にはネイサン・ケルシー・ホールと共に共同法律事務所を開設した。同事務所は西ニューヨークにおける名門となり、現在もホジソン・ラスLLPとして存続している。
1846年にフィルモアは私立のバッファロー大学を設立した。同大は現在のニューヨーク州立大学バッファロー校である。
フィルモアの兵役は限定的なものであった。彼は1846年の米墨戦争の間、ニューヨーク民兵として勤務した。

## 政治経歴
1828年、フィルモアは反メイソン党からニューヨーク州下院議員に選出され、1829年から31年まで同職をつとめた。こう書くと非メイソンと思われがちだが、ジョージ・ワシントン・メソニック・ナショナルメモリアル内には歴代のメイソン大統領として写真が展示されている。最後の任期で彼は、新たな破産法制定のための特別立法委員会議長を務めた。法案は一部の民主党員が支持したため、彼は無党派のアプローチをとり、民主党が法案成立を自らの功績にすることを認めることで、同法案を成立させた。こういった目立たず、スポットライトも浴びること無く実利を取るといったやり方は、後の国政運営におけるフィルモアのアプローチを特徴付けた。
その後フィルモアは1832年にホイッグ党から、同党の政治上の師といえるサーロウ・ウィードの後を継いで第23回議会に当選、連邦下院議員となり、1833年から35年まで同職を務める。1836年に改選され第25会期を務め、1837年から43年まで、第26会期、第27会期も務めたが、1842年には再指名候補を辞退した。
議会で彼は奴隷州としてテキサスを認めることに反対した。1841年には下院議長選に出馬したが次点となる。1841年から43年まで下院歳入委員会委員長を務め、1842年間税を起草した。同法案は他の2つの法案と共にジョン・タイラー大統領によって拒否された。
議員を辞めた後、フィルモアは1844年のニューヨーク州知事選挙にホイッグ党から出馬したものの落選した。彼は一般投票によって選出された初のニューヨーク州会計検査官であり、1848年から49年まで在職した。州会計監査官として彼はニューヨークの銀行システムを改訂、そのシステムを後にナショナルバンキングシステムのモデルとした。

## 副大統領として
1848年のホイッグ党全国大会でザカリー・テイラー将軍が大統領候補に選出され、ヘンリー・クレイ支持者と米墨戦争で得た領土における奴隷制度の反対者たちの怒りを買うこととなった。ホイッグ党の現実的な政治家グループは副大統領候補としてフィルモアを指名した。フィルモアは非奴隷制度州出身であり、人口最多州であるニューヨークの支持を得られると考えられた。
フィルモアはまた、ニューヨーク州のマシーンのボスであるサーロウ・ウィード、そして彼の代理ともいえるウィリアム・スワードが副大統領候補に指名されるのを妨げることとなった。結局スワードは上院議員に当選した。スワードとフィルモアの争いは、後にテイラー内閣における閣議にも引き継がれ、フィルモアのアドバイスに対するものとして隠然たる力を発揮した。この争いはテイラーの死後も続いた。
テイラーとフィルモアは、米墨戦争でアメリカ合衆国がメキシコから得た新領土における奴隷制度問題について意見が異なった。テイラーは新しい州には自由州になって欲しいと考えたが、フィルモアは南部を静めるため、それらの州における奴隷制度を支持した。彼は「神は私が奴隷制度を唾棄することを知っているが、しかしそれは既存の弊害であり ... 私たちはそれに耐えて、憲法によって保証されるような保護をそれに与えなければならない。」と語っている。
フィルモアは数か月間に及んだ1850年協定に関する討論の間、その議長を務めた。討論の間に、ミシシッピ州選出のヘンリー・S・フートはミズーリ州選出のトーマス・H・ベントンに対して拳銃を突きつけた。フィルモアは協定の長所に関するコメントを公表しなかった。しかしながら、テイラー大統領の死の数日前にフィルモアは北部を支持してヘンリー・クレイの提案が成立するように投票すると示唆した。

## 大統領
テイラーが1850年7月9日に急逝し、フィルモアは大統領職を引き継いだ。リーダーシップの変化は突然の政治的変化のシグナルとなった。フィルモアは奴隷制度問題に対してテイラーとは非常に異なった考えを持っていた。
上品で、温厚な紳士然とした人柄であったが、二、三の例外を除けば顕著な功績は挙げていない。というのも、当時のアメリカ議会は民主党の牙城であり、またフィルモアの属するホイッグ党も奴隷解放問題などでの分裂抗争が激しく、重要法案がほとんど成立しなかったためであった。フィルモアは、このころから芽生えてきた南北分裂の動きを何とか食い止めようと、いわゆる「1850年の妥協」と称される当面の融和政策を実現したが、奴隷にあまりにも不利な法律（例えば、逮捕された奴隷を南部の所有主に返還すべしと定めた「逃亡奴隷取締法」）があったおかげで、ホイッグ党の勢力は完全に衰微した（したがって、フィルモアがアメリカで現行の二大政党（民主党、共和党）以外の政党出身者で大統領になった、現時点では最後の人物となる）。
フィルモアの重要な功績のひとつは、大陸横断鉄道建設の推進である。また、マシュー・ペリー提督を日本に派遣し、日本の開国に成功したことだった。フランスの干渉があったハワイ王国（当時イギリス保護領）を自国の影響下に置くことにも成功した。
その他の功績としては、これは主に妻アビゲイルの功績になるがホワイトハウスに初めて図書室、水道、調理用ストーブを導入したことが挙げられる。ホワイトハウスに初めてバスタブを持ち込んだのもフィルモアであるとされることもあるが、真実ではない（忘れられた記念日）。
トーマス・ジェファーソン大統領から続くインディアンの保留地政策を推し進め、「第一次ララミー砦条約」で、西部大平原から南西部にかけた広大なインディアンの領土を合衆国に割譲させた。フィルモアは議会で次のように述べた。
「…これによって、価値ある広大な土地が（白人の）定住と開墾のために開かれることとなった。のみならず、これらの強力かつ好戦的集団（スー族やナバホ族をはじめとするインディアン）と衝突する危険も、幸いにして完全に取り除かれた。」
フィルモアは自信たっぷりにこう報告したが、フィルモアの退任後に、インディアンに対する民族浄化とその抵抗戦である「インディアン戦争」を、さらに激化させる結果となった。

### 内閣
| 職名     | 氏名                                           | 任期            |
| -------- | ---------------------------------------------- | --------------- |
| 大統領   | ミラード・フィルモア                           | 1850年 - 1853年 |
| 副大統領 | なし                                           |                 |
| 国務長官 | ダニエル・ウェブスター                         | 1850年 - 1852年 |
| 国務長官 | エドワード・エヴァレット                       | 1852年 - 1853年 |
| 財務長官 | トマス・コーウィン                             | 1850年 - 1853年 |
| 陸軍長官 | チャールズ・マギル・コンラッド                 | 1850年 - 1853年 |
| 司法長官 | ジョン・クリッテンデン                         | 1850年 - 1853年 |
| 郵政長官 | ネイサン・ケルシー・ホール                     | 1850年 - 1852年 |
| 郵政長官 | サミュエル・ディキンソン・ハバード             | 1852年 - 1853年 |
| 海軍長官 | ウィリアム・アレクサンダー・グラハム           | 1850年 - 1852年 |
| 海軍長官 | ジョン・ペンドルトン・ケネディ                 | 1852年 - 1853年 |
| 内務長官 | トマス・マッキーン・トンプソン・マッケナン     | 1850年          |
| 内務長官 | アレクサンダー・ヒュー・ホームズ・スチュアート | 1850年 - 1853年 |